# Pareuptychia paryphthimoides
Pareuptychia paryphthimoides är en fjärilsart som beskrevs av Forster 1964. Pareuptychia paryphthimoides ingår i släktet Pareuptychia och familjen praktfjärilar. Inga underarter finns listade i Catalogue of Life.